# مولي كينغ
مولي كينغ (بالإنجليزية: Mollie King)‏ هي ممثلة أمريكية، ولدت في 16 أبريل 1895 في نيويورك في الولايات المتحدة، وتوفيت في 28 ديسمبر 1981 في فورت لودرديل في الولايات المتحدة.

## وصلات خارجية
- مولي كينغ على موقع IMDb (الإنجليزية)
- مولي كينغ على موقع ألو سيني (الفرنسية)
- مولي كينغ على موقع أول موفي (الإنجليزية)
- مولي كينغ على موقع قاعدة بيانات برودواي على الإنترنت (الإنجليزية)
- مولي كينغ على موقع قاعدة بيانات الفيلم (الإنجليزية)
- مولي كينغ على موقع كينوبويسك (الروسية)